# Ângela Lago
Ângela Maria Cardoso Lago, más conocida como Ângela Lago (Belo Horizonte, 1945 - 21 de octubre de 2017) fue una escritora e ilustradora brasileña. Como escritora de literatura infanto-juvenil e ilustradora, ha recibido el Premio Jabuti de Literatura en los años 1993, 1994, 1995, 1999, 2000, 2001 y 2005, y el Premio al mejor libro ilustrado entregado por la Fundación Nacional del Libros Infantil y Juvenil de Brasil en 1984 y 1986.

## Obras
- Cena de Rua (Editora RHJ, Belo Horizonte, 1994).
- Tampinha (Editora Moderna, São Paulo, 1994).
- A festa no céu (Editora Melhoramentos, São Paulo, 1995).
- Uma palavra só (Editora Moderna, São Paulo, 1996).
- Um ano novo danado de bom (Editora Moderna, São Paulo, 1997).
- A novela da panela (Editora Moderna, São Paulo, 1999).
- Indo não sei aonde buscar não sei o quê (Editora RHJ, Belo Horizonte, 2000).
- Sete histórias para sacudir o esqueleto (Companhia das Letrinhas, São Paulo, 2002).
- A banguelinha (Editora Moderna, São Paulo, 2002).
- Muito capeta (Companhia das Letrinhas, São Paulo, 2004).
- A raça perfeita, Angela-Lago e Gisele Lotufo (Editora Projeto, Rio Grande do Sul, 2004).
- A casa da onça e do bode (Editora Rocco, Rio de Janeiro, 2005).
- A flauta do tatu (Editora Rocco, Rio de Janeiro, 2005).
- O bicho folharal (Editora Rocco, Rio de Janeiro, 2005).
- João felizardo, o rei dos negócios (Cosac-Naif, São Paulo, 2006).
- Um livro de horas (Editora Scipione, São Paulo, 2008).